# Widźńanabhikszu
Widźńanabhikszu (trl. Vijńānabhikṣu, ang. Vijnanabhikshu) – filozof i asceta hinduistyczny z Varanasi, autor licznych komentarzy do sanskryckich dział systemów jogi, sankhji i wedanty takich jak Jogavarttika, Jogabhaszja, Samkhyapravacanabhasya, Samkhyasastra i in.

## Ważniejsze dzieła
- Vijnanamritabhashya ("The Nectar of Knowledge Commentary", komentarz do komentarza Brahmasutr autorstwa Badrajany
- Ishvaragitabhashya ("Commentary on the Ishvara Gita")
- Sankhyasara ("Quintessence of the Sankhya")
- Sankhyasutrabhashya ("Commentary on the Sankhya Sutras" of Kapila)
- Yogasarasamgraha ("Compendium on the Quintessence of Yoga")
- Yogabhashyavarttika ("Explanation of the Commentary on the Yoga Sutras" Wjasy)